# Choripán
El choripán, argentinisme el qual és l'acrònim format entre les paraules chorizo i pan, és un menjar d'origen argentí. Es tracta d'un entrepà de xoriço, el qual pot condimentar-se amb chimichurri, una salsa picant típica de l'asado.